# El Hachemi Saïdani
Pour les articles homonymes, voir Saïdani.
El Hachemi Saïdani est un auteur et ex-journaliste algérien arabophone. Il a écrit Esrar el banate (Secrets des filles), El hariba (La Fougueuse), L'Odyssée de l'acte culturel en Algérie, etc.. Il a vécu à Batna et est mort en 2005.